# Сіу (округ, Небраска)
Шаблон:StateAbbr_ 42°29′ пн. ш. 103°46′ зх. д. / 42.48° пн. ш. 103.77° зх. д.
Округ Сіу (англ. Sioux County) — округ (графство) у штаті Небраска, США. Ідентифікатор округу 31165.

## Історія
Округ утворений 1877 року.

## Демографія
За даними перепису 
2000 року 
загальне населення округу становило 1475 осіб, усе сільське.
Серед мешканців округу чоловіків було 776, а жінок — 699. В окрузі було 605 домогосподарств, 444 родин, які мешкали в 780 будинках.
Середній розмір родини становив 2,86.
Віковий розподіл населення поданий у таблиці:
| Стать    | До 15 років | 15-21 | 22-29 | 30-39 | 40-49 | 50-65 | 65-85 | Понад 85 |
| -------- | ----------- | ----- | ----- | ----- | ----- | ----- | ----- | -------- |
| Чоловіки | 167         | 80    | 54    | 86    | 133   | 133   | 113   | 10       |
| Жінки    | 118         | 56    | 56    | 81    | 126   | 146   | 103   | 13       |

## Суміжні округи
- Фолл-Ривер, Південна Дакота — північ
- Доз — північний схід
- Бокс-Б'ютт — південний схід
- Скоттс-Блафф — південь
- Ґошен, Вайомінґ — південний захід
- Найобрара, Вайомінґ — північний захід

## Виноски
1. ↑  US Decennial Census. US Census Bureau. Процитовано 11 грудня 2014.
2. ↑  Historical Census Browser. University of Virginia Library. Архів оригіналу за 11 серпня 2012. Процитовано 11 грудня 2014.
3. ↑  Population of Counties by Decennial Census: 1900 to 1990. US Census Bureau. Процитовано 11 грудня 2014.
4. ↑  Census 2000 PHC-T-4. Ranking Tables for Counties: 1990 and 2000 (PDF). US Census Bureau. Процитовано 11 грудня 2014.
5. ↑  State & County QuickFacts. Бюро перепису населення США. Архів оригіналу за 7 червня 2011. Процитовано 22 вересня 2013. [Архівовано 2011-06-07 у Wayback Machine.](англ.) Наведено за англійською вікіпедією.
6. ↑  American FactFinder. Бюро перепису населення США. Архів оригіналу за 26 лютого 2012. Процитовано 31 січня 2008. [Архівовано 2008-05-21 у Wayback Machine.]

| США | Це незавершена стаття з географії США. Ви можете допомогти проєкту, виправивши або дописавши її. |